# Houlgate
Houlgate és un municipi francès situat al departament de Calvados i a la regió de Normandia. L'any 2007 tenia 1.933 habitants.

## Demografia

### Població
El 2007 la població de fet de Houlgate era de 1.933 persones. Hi havia 937 famílies de les quals 373 eren unipersonals (165 homes vivint sols i 208 dones vivint soles), 290 parelles sense fills, 215 parelles amb fills i 59 famílies monoparentals amb fills.
La població ha evolucionat segons el següent gràfic:
Habitants censats

### Habitatges
El 2007 hi havia 4.683 habitatges, 950 eren l'habitatge principal de la família, 3.636 eren segones residències i 97 estaven desocupats. 1.723 eren cases i 2.907 eren apartaments. Dels 950 habitatges principals, 599 estaven ocupats pels seus propietaris, 318 estaven llogats i ocupats pels llogaters i 32 estaven cedits a títol gratuït; 57 tenien una cambra, 147 en tenien dues, 193 en tenien tres, 213 en tenien quatre i 340 en tenien cinc o més. 643 habitatges disposaven pel capbaix d'una plaça de pàrquing. A 517 habitatges hi havia un automòbil i a 259 n'hi havia dos o més.

### Piràmide de població
La piràmide de població per edats i sexe el 2009 era:
| Homes | Edats   | Dones |
| ----- | ------- | ----- |
| 0     | 95 o +  | 0     |
| 0     | 90 a 94 | 4     |
| 12    | 85 a 89 | 20    |
| 24    | 80 a 84 | 24    |
| 52    | 75 a 79 | 28    |
| 32    | 70 a 74 | 56    |
| 60    | 65 a 69 | 100   |
| 76    | 60 a 64 | 64    |
| 44    | 55 a 59 | 64    |
| 68    | 50 a 54 | 76    |
| 56    | 45 a 49 | 48    |
| 72    | 40 a 44 | 56    |
| 56    | 35 a 39 | 44    |
| 36    | 30 a 34 | 68    |
| 64    | 25 a 29 | 52    |
| 64    | 20 a 24 | 64    |
| 48    | 15 a 19 | 40    |
| 64    | 10 a 14 | 52    |
| 44    | 5 a 9   | 36    |
| 52    | 0 a 4   | 52    |

## Economia
El 2007 la població en edat de treballar era de 1.075 persones, 740 eren actives i 335 eren inactives. De les 740 persones actives 651 estaven ocupades (344 homes i 307 dones) i 89 estaven aturades (35 homes i 54 dones). De les 335 persones inactives 164 estaven jubilades, 78 estaven estudiant i 93 estaven classificades com a «altres inactius».

### Ingressos
El 2009 a Houlgate hi havia 1.071 unitats fiscals que integraven 2.176 persones, la mediana anual d'ingressos fiscals per persona era de 18.803 €.

### Activitats econòmiques
Dels 181 establiments que hi havia el 2007, 1 era d'una empresa extractiva, 5 d'empreses alimentàries, 2 d'empreses de fabricació d'altres productes industrials, 23 d'empreses de construcció, 36 d'empreses de comerç i reparació d'automòbils, 2 d'empreses de transport, 38 d'empreses d'hostatgeria i restauració, 4 d'empreses d'informació i comunicació, 4 d'empreses financeres, 25 d'empreses immobiliàries, 16 d'empreses de serveis, 10 d'entitats de l'administració pública i 15 d'empreses classificades com a «altres activitats de serveis».
Dels 67 establiments de servei als particulars que hi havia el 2009, 1 era una gendarmeria, 1 oficina de correu, 2 oficines bancàries, 2 tallers de reparació d'automòbils i de material agrícola, 3 paletes, 4 guixaires pintors, 2 fusteries, 6 lampisteries, 4 electricistes, 4 perruqueries, 21 restaurants, 16 agències immobiliàries i 1 tintoreria.
Dels 18 establiments comercials que hi havia el 2009, 2 eren botigues de més de 120 m², 1 una botiga de més de 120 m², 2 fleques, 4 carnisseries, 1 una botiga de congelats, 1 una peixateria, 3 botigues de roba, 1 una botiga de mobles, 1 un drogueria, 1 una perfumeria i 1 una joieria.

## Equipaments sanitaris i escolars
L'únic equipament sanitari que hi havia el 2009 era una farmàcia.
El 2009 hi havia 1 escola maternal i 1 escola elemental.

## Poblacions més properes
El següent diagrama mostra les poblacions més properes.